# وزیرگنج
وزیرگنج (به انگلیسی: Wazirganj) یک منطقهٔ مسکونی در هند است که در شهرستان بدائون واقع شده‌است.

## خصوصیات
وزیرگنج  ۱۷٬۴۵۲ نفر جمعیت دارد و ۱۷۴ متر بالاتر از سطح دریا واقع شده‌است.